# Parachironomus varus
Parachironomus varus är en tvåvingeart som först beskrevs av Maurice Emile Marie Goetghebuer 1921.  Parachironomus varus ingår i släktet Parachironomus och familjen fjädermyggor. Det är osäkert om arten förekommer i Sverige. Inga underarter finns listade i Catalogue of Life.